# Colocasia yunnanensis
Colocasia yunnanensis là một loài thực vật có hoa trong họ Ráy (Araceae). Loài này được C.L.Long & X.Z.Cai mô tả khoa học đầu tiên năm 2006.